# المذبحة الصينية عام 1871
المذبحة الصينية عام 1871، هي مذبحة عنصرية وقعت في يوم 24 أكتوبر عام 1871 في لوس أنجلوس بكاليفورنيا، حين دخل حشد يتألف من نحو 500 شخص من ذوي البشرة البيضاء ومن الهسبانين الأمريكيين إلى حي تشيناتاون (الحي الصيني)، فهاجموا وسرقوا وقتلوا السكان الصينيين. وقعت المذبحة في كال دي لوس نيغروس (شارع السود)، والذي يُشار إليه أيضًا باسم «زقاق السود». تجمع الحشد بعد أن سمعوا أن أحد رجال الشرطة تعرض لإطلاق النار، وأن أحد المزارعين قُتل على يد صينيين. وصفت مصادر قليلة في القرن الحادي والعشرين هذا الحدث بأنه أكبر عملية إعدام دون محاكمة، جماعي، في التاريخ الأمريكي.
شنق الحشد عددًا يتراوح بين 17 و20 مهاجرًا صينيًا خلال أعمال الشغب، لكن معظمهم كانوا قد قتلوا رميًا بالرصاص. جرى تشويه جسد حالة واحدة على الأقل، عندما قام أحدهم بقطع إصبعه ليحصل على خاتمه الماسي. حوكم عشرة رجال من الحشد وأدين ثمانية منهم بتهمة القتل الخطأ. أُلغيت الإدانتان في الاستئناف لأسباب فنية.

## 24 أكتوبر
بينما كان خيسوس بلدرين، ضابط شرطة لوس أنجلوس يقوم بدوريات في كال دي لوس نيغروس، نشبت مشادة أُصيب فيها بجراح، فأطلق صفارته طلبًا للدعم. هب بعض المدنيين لمساعدته، بما في ذلك المزارع روبرت تومسون، حارس صالون سابق، الذي طارد رجلًا صينيًا حتى باب أحد المنازل في الزقاق، وذلك على الرغم من التحذيرات التي أطلقها آخرون. قُتل هناك برصاصة قاتلة، وتُوفي بعد ساعة في الساعة السادسة مساء في إحدى الصيدليات القريبة.
جاء رجال القانون، بما في ذلك رئيس الشرطة فرانسيس بيكر، ثم ذهبوا؛ في حين احتشد حشد أكبر على طول أطراف تشيناتاون (الحي الصيني)، وقاموا بدور الحارس لمنع أي صيني من الفرار. بعد اطلاعه على الحشد المتزايد، قام كريستوبال أغيلار، رئيس البلدية لفترة ثلاث سنوات، وهو سياسي قديم، بمسح الوضع ثم غادر المدينة. عندما انتشر خبر موت تومسون في المدينة، إلى جانب شائعة تقول إن الصينيين في زقاق الزنوج «كانوا يقتلون البيض بالجملة»، تجمع المزيد من الرجال حول حدود زقاق الزنوج.

## الأحداث

### بنهاية أعمال الشغب
كان القتلى الصينيون في لوس أنجلوس معلقين في ثلاثة أماكن بالقرب من قلب قسم الأعمال التجارية في وسط المدينة؛ في المظلة الخشبية على الرصيف أمام ورشة النقل؛ ومن جانبي مركبتين من «المركب الشراعي البراري» الواقفة في الشارع بالقرب من ورشة النقل؛ ومن العارضة المتقاطعة لبوابة واسعة تؤدي إلى حديقة خشبية على بعد بضعة مباني من الموقعين الآخرين. شُنق أحد الضحايا دون بنطاله وبلا إصبع من أصابع يده اليسرى.
كتب المؤرخ بول دي فالا أن البنطال سرُق للحصول على نقوده، وقُطع إصبعه من أجل سرقة خاتم من الماس.
نهب الحشد تقريبًا كل المباني التي يسكنها الصينيون في الحي، وهاجموا أو سرقوا كل ساكن تقريبًا. شنق الحشد ما يقرب من 17 إلى 20 مهاجرًا صينيًا.